# 1718 w literaturze
Wydarzenia literackie w 1718 roku.

## Nowe książki
- Joseph Addison – Poems on Several Occasions
  - – The Resurrection
- Nicholas Amhurst – Protestant Popery; or, The Convocation (part of the Bangorian Controversy)
- Charles Gildon – The Complete Art of Poetry
- Mary Hearne – The Lover's Week
- Simon Ockley – The History of the Saracens, volume 2
- Richardson Pack – Miscellanies in Verse and Prose
- Ambrose Philips – The Free-Thinker (periodical)
- Alexander Pope – The Iliad of Homer iv
- Thomas Purney – The Cevalier de St. George
- Allan Ramsay -Christ's Kirk on the Green (revised version)
- John Ray – Philosophical Letters
- John Strype – The Life and Acts of John Witgift
- John Toland – Nazarenus, or Jewish, Gentile and Mahometan Christianity
- John Wilmot, 2nd Earl of Rochester – Remains of the Earl of Rochester